# Río Vyngypur
El Vyngypur (en ruso: Вынгыпур, también: Вынгапур, Вэнга-Пур, Вэнгапур) es un río de la región autónoma de Yamalo-Nenets, Rusia, afluente derecho del Pyakupur. Tiene una longitud de 319 kilómetros y una cuenca hidrográfica de 8.710 kilómetros cuadrados. Nace en la ladera norte de las colinas siberianas de Uvaly, a unos 60 km al este de Noyabrsk, y fluye hacia el norte a través de un terreno pantanoso. El río tiene más de 300 afluentes a lo largo de su recorrido, la mayoría de ellos cortos, pero más de 60 de ellos superan los 10 km de longitud. Los dos principales afluentes son Apakapur (izquierda) y Vyngyyakha (derecha).
El deshielo es la principal fuente de agua del río. El periodo de aguas altas suele comenzar en mayo, a veces a finales de abril, y termina en la segunda mitad de junio-primeros días de julio.